# سفارة النرويج في اليابان
سفارة النرويج في اليابان هي أرفع تمثيل دبلوماسي لدولة النرويج لدى اليابان. تقع السفارة في ميناتو وهي تهدف لتعزيز المصالح النرويجية في اليابان.

## وصلات خارجية
- الموقع الرسمي
- قائمة سفارات النرويج
- قائمة السفارات في اليابان